# Cantone di Lunéville-1
Il Cantone di Lunéville-1 è una divisione amministrativa dell'Arrondissement di Lunéville e dell'Arrondissement di Nancy.
È stato costituito a seguito della riforma approvata con decreto del 26 febbraio 2014, che ha avuto attuazione dopo le elezioni dipartimentali del 2015.

## Composizione
Comprende parte della città di Lunéville e i 24 comuni di:
- Anthelupt
- Bauzemont
- Bienville-la-Petite
- Bonviller
- Courbesseaux
- Crévic
- Crion
- Croismare
- Deuxville
- Dombasle-sur-Meurthe
- Drouville
- Einville-au-Jard
- Flainval
- Hénaménil
- Hoéville
- Hudiviller
- Jolivet
- Maixe
- Raville-sur-Sânon
- Serres
- Sionviller
- Sommerviller
- Valhey
- Varangéville
- Vitrimont